# کینگا بوتا
کینگا بوتا (انگلیسی: Kinga Bóta؛ زادهٔ ۲۲ اوت ۱۹۷۷) قایقران کایاک اهل مجارستان است.